# گروبتیچه
گروبتیچه (به صربی: Grubetiće) یک منطقهٔ مسکونی در صربستان است که در نووی پازار واقع شده‌است.